# Acromyrmex coronatus
Acromyrmex coronatus é uma espécie de inseto do gênero Acromyrmex, pertencente à família Formicidae.